# Artak Grigoryan (cầu thủ bóng đá Armenia)
Artak Grigoryan (tiếng Armenia: Արտակ Գրիգորյան, sinh ngày 19 tháng 10 năm 1987 ở Yerevan, Liên Xô) là một tiền vệ bóng đá Armenia. Hiện tại anh đang thi đấu cho câu lạc bộ Giải bóng đá ngoại hạng Armenia Alashkert FC. Artak cũng là thành viên của đội tuyển quốc gia Armenia, và ra sân được 5 lần từ khi ra mắt trên sân nhà trong trận giao hữu với Iran ngày 11 tháng 8 năm 2010.

## Sự nghiệp quốc tế

### Bàn thắng quốc tế
Bàn thắng của Armenia liệt kê trước.
| Thứ tự | Ngày                 | Địa điểm                                       | Đối thủ    | Tỉ số | Kết quả | Giải đấu                 |
| ------ | -------------------- | ---------------------------------------------- | ---------- | ----- | ------- | ------------------------ |
| 1.     | 11 tháng 11 năm 2016 | Sân vận động Vazgen Sargsyan, Yerevan, Armenia | Montenegro | 2–1   | 3–2     | Vòng loại World Cup 2018 |